# Юзефув (гміна Ґощин)
Юзефув (пол. Józefów) — село в Польщі, у гміні Ґощин Груєцького повіту Мазовецького воєводства.
Населення — 283 особи (2011).
У 1975-1998 роках село належало до Радомського воєводства.

## Демографія
Демографічна структура станом на 31 березня 2011 року:
|          | Загалом | Допрацездатний вік | Працездатний вік | Постпрацездатний вік |
| -------- | ------- | ------------------ | ---------------- | -------------------- |
| Чоловіки | 142     | 32                 | 90               | 20                   |
| Жінки    | 141     | 36                 | 80               | 25                   |
| Разом    | 283     | 68                 | 170              | 45                   |